# Diaphorus jinghongensis
Diaphorus jinghongensis är en tvåvingeart som beskrevs av Wang 2006. Diaphorus jinghongensis ingår i släktet Diaphorus och familjen styltflugor. Inga underarter finns listade i Catalogue of Life.